# Ugello Kort

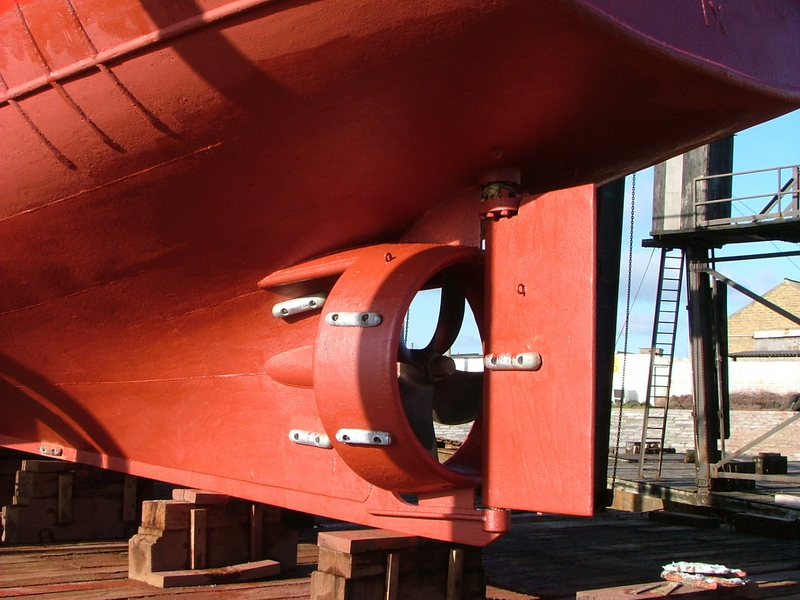

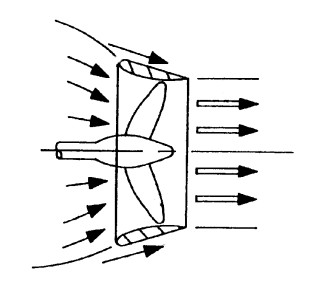
Schematizzazione delle condizioni del flusso in un ugello Kort

L'ugello Kort (o ugello di Kort) è un anello affusolato con profilo ad ala, che circonda un'elica per propulsione marina. È stato sviluppato nel 1930 da parte dall'ingegnere aeronautico italiano Luigi Stipa e perfezionato dall'architetto navale tedesco Ludwig Kort.
Per piccole velocità, la presenza di un ugello Kort può rendere la propulsione significativamente più efficiente rispetto ad eliche non intubate, producendo una spinta maggiore. I rimorchiatori sono l'applicazione più comune per gli ugelli Kort.